# MAROC-TUBSAT
Der MAROC-TUBSAT ist ein ehemaliger Satellit für Forschung und Erdbeobachtung. Das Projekt war eine Kooperation des Institut für Luft- und Raumfahrt (ILR) der TU Berlin und des CRTS in Rabat, Marokko. Die Entwicklung und den Bau des Satellitenbusses übernahm das ILR unter der Projektleitung durch Udo Renner, die Nutzlast für den Satelliten, eine Kamera vom Rutherford Appleton Laboratory, und den Start stellte das CRTS bereit. Entgegen den Angaben in einiger Literatur gehörte der Satellit zu gleichen Teilen der TU Berlin und dem CRTS.

## Mission
Der Satellit diente der TU Berlin in erster Linie der Ausbildung der Studenten des ILR und der Entwicklung neuer Lageregelungsstrategien. Das CRTS benutzte den Satelliten ebenfalls zur Ausbildung und für einige Kommunikationsexperimente.
MAROC-TUBSAT basiert auf dem TUBSAT-C Bus, der auch bei DLR-TUBSAT zum Einsatz kam, hat aber im Gegensatz zu DLR-TUBSAT eine Photo- und keine Videokamera an Bord. Er wurde daher auch nicht interaktiv, sondern per vorprogrammierter Befehle gesteuert.
Der Start erfolgte am 10. Dezember 2001 mit einer russischen Zenit-Rakete in einen sonnensynchronen Orbit. Einen Tag später konnten die ersten Signale empfangen werden. Der Satellit wurde zumindest bis 2005 aktiv von der TU Berlin betrieben. Es wurde eine UHF-Bodenkontrollstation auf dem Dach des ILR in Berlin genutzt, ebenso eine 3-m-S-Band-Antenne für das Nutzlastsignal.

## Funkfrequenzen
Im Januar 2002 sorgte MAROC-TUBSAT für Verärgerung bei Funkamateuren, denn der Satellit sendete eine automatische Nachricht auf 144,1 MHz, einer Frequenz, die Funkamateuren vorbehalten ist. In der Nachricht "VVV DE CN/ZARKAA AL YAMAMA" war kein Rufzeichen vorhanden, so dass nicht direkt auf die Identität des Störsenders geschlossen werden konnte, jedoch wurde bald MAROC-TUBSAT als Quelle identifiziert. Nach Protesten schaltete der Betreiber das Signal auf der Frequenz, welche nicht dem Bandplan der Funkamateure entsprach, umgehend ab. Udo Renner von der TU Berlin gab an, dass diese Frequenz von marokkanischen Mitarbeitern ausgewählt wurde, auf deren Wort er sich verlassen hatte.
Gesteuert wurde der Satellit über die Frequenz 436,075 MHz. Die Verbindung erfolgte über Bodenstationen in Rabat und Berlin, der Downlink war nur als Antwort für den Uplink aktiv. Beantragt war außerdem die Frequenz 2208,0 MHz.

## Technische Daten
- 32 × 34 × 36,2 cm
- 47 kg
- 4 Solarpanele
- 4 NiH2-Batterien
- 1 CCD-Videokamera mit 200 m Bodenauflösung
- 3 Reaktionsräder
- 3 Laser-Kreisel
- 2 Grobe Sonnensensoren
- 1 Magnettourquer
- 1 CCD-Sternensensor
- VHF/UHF-TT&C-System
- S-Band-Nutzlastdatensystem